# Zwartsteel
De zwartsteel (Asplenium adiantum-nigrum) is een wereldwijd voorkomende varen uit de streepvarenfamilie (Aspleniaceae). De plant komt vooral voor op kalkrijke bodem in loofbossen en op rotswanden.
In België en Nederland is deze varen zeldzaam. In Nederland is de plant vanaf 1 januari 2017 niet meer wettelijk beschermd.

## Naamgeving en etymologie
- Frans: Doradille noire, capillaire noire
- Engels: Black Spleenwort
- Duits: Schwarzer Streifenfarn

De Nederlandse naam slaat op de steel, die onderaan meestal zwart is.

## Kenmerken

### Plant
De zwartsteel is een kleine, overblijvende, kruidachtige varen. Uit een korte, opstijgende wortelstok ontstaat een losse bundel schuin omhoogstaande bladen. Er is geen verschil tussen de steriele en de fertiele bladen.

### Bladeren
De bladen zijn groenblijvend en winterhard. Ze zijn maximaal 40 cm lang, waarvan de helft voor de steel. Die is stevig, komt schuin uit de grond omhoog en is onderaan glanzend zwart tot donkerbruin, hogerop wordt hij groen. De bladschijf heeft een langgerekte driehoekige vorm. Het is meervoudig geveerd. De blaadjes zijn ook langgerekt driehoekig, staan horizontaal en zitten beurtelings langs beide zijden van de bladspil. De bladslipjes zijn eirond tot stekelvormig en dikwijls getand.

### Sporenhoopjes
De sporenhoopjes of sori liggen langs de nerven aan de onderzijde van het blad en zijn langwerpig tot streepvormig. De sporen zijn rijp van juli tot september. Door zijn verspreiding via lichte sporen kan de plant aangetroffen worden op onverwachte plaatsen, zoals in stedelijke gebieden.

## Voortplanting
Voor de voortplanting van de zwartsteel, zie bij varens.

## Ecologie
De zwartsteel komt voor op matig voedselrijke, kalkrijke substraten. Hij is meestal te vinden in en op bosranden, holle wegen, puinhellingen en rotswanden in de schaduw of halfschaduw. Hij kan redelijk wat zon en droogte verdragen. In bewoonde en stedelijke gebieden groeit de soort soms op oude kalkrijke muren, kaden en waterputten.

### Syntaxonomie

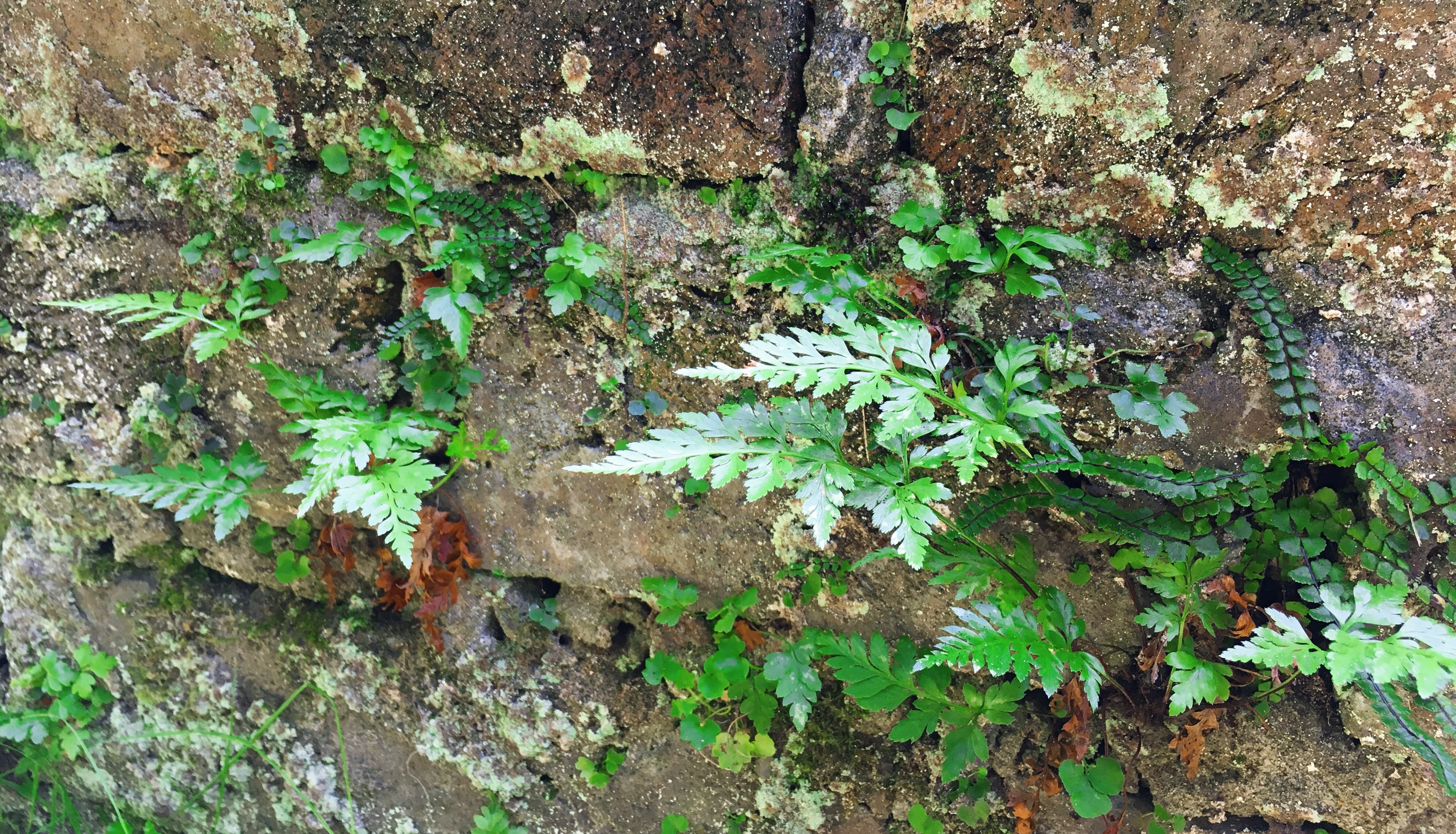
Een close-up van enkele exemplaren van zwartsteel in een muurvegetatie van de muurvaren-associatie (een associatie uit het muurleeuwenbek-verbond).

Zwartsteel geldt als kensoort voor het muurleeuwenbek-verbond (Cymbalario-Asplenion).

## Verspreiding en voorkomen
De zwartsteel komt over de hele wereld voor in gematigde tot warme streken, behalve in Zuid-Amerika. In Europa komt hij voor tot in het zuiden van Scandinavië. In België is de soort zeldzaam in het stroomgebied van de Maas. In Vlaanderen en Nederland is de soort zeer zeldzaam. In Vlaanderen is de plant plaatselijk bekend van de oude fortengordel rond Antwerpen (kalkrijk beton), en van de oude kademuren in de haven van Antwerpen. In Nederland zijn vindplaatsen bekend in Haarlem en Den Haag op oude kademuren. Hij is ook waargenomen op het fort Erfprins in Den Helder.

## Verwante en gelijkende soorten
De zwartsteel is nauw verwant aan andere 'muurvarens' als de tongvaren (Asplenium scolopendrium), muurvaren (Asplenium ruta-muraria), steenbreekvaren (Asplenium trichomanes) en groensteel (Asplenium viride). De zwartsteel kan van deze soorten gemakkelijk onderscheiden worden door zijn bladvorm en zwarte steel. Jonge exemplaren van de zwartsteel zouden mogelijk kunnen verward worden met de muurvaren.
De zwartsteel zou door zijn grootte en bladvorm wel kunnen verward worden met de verder niet verwante blaasvaren (Cystopteris fragilis), die in vergelijkbare biotopen voorkomt en ongeveer hetzelfde verspreidingsgebied heeft. Deze laatste heeft echter smallere, fijne bladeren, lijkt veel ijler, en heeft typische ronde tot eironde sporendoosjes afgedekt met een dekvliesje. De bladsteel van blaasvaren kan ook donker zijn, maar niet zwart of glanzend, en hij is breekbaarder dan die van zwartsteel. In tegenstelling tot de blaasvaren heeft de zwartsteel een enigszins vettige glans over het blad, die als bij zeer jonge exemplaren zichtbaar is. Qua biotoop verkiest de blaasvaren vochtiger groeiplaatsen dan de zwartsteel.

## Bedreigingen en bescherming
In Vlaanderen staat de zwartsteel op de Vlaamse Rode Lijst als zeldzaam tot zeer zeldzaam.

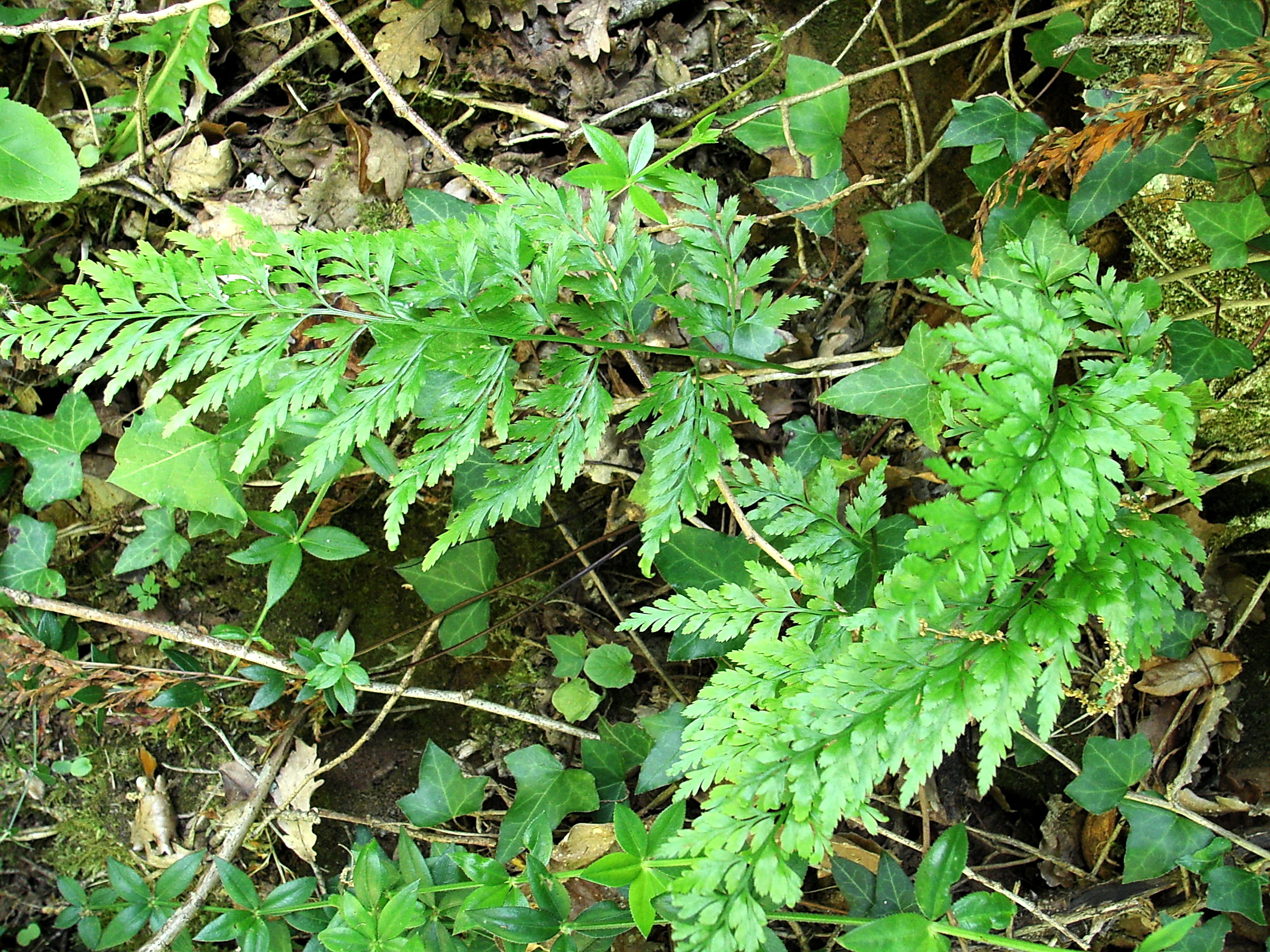
Zwartsteel bij de bosrand in de Dordogne (Frankrijk)
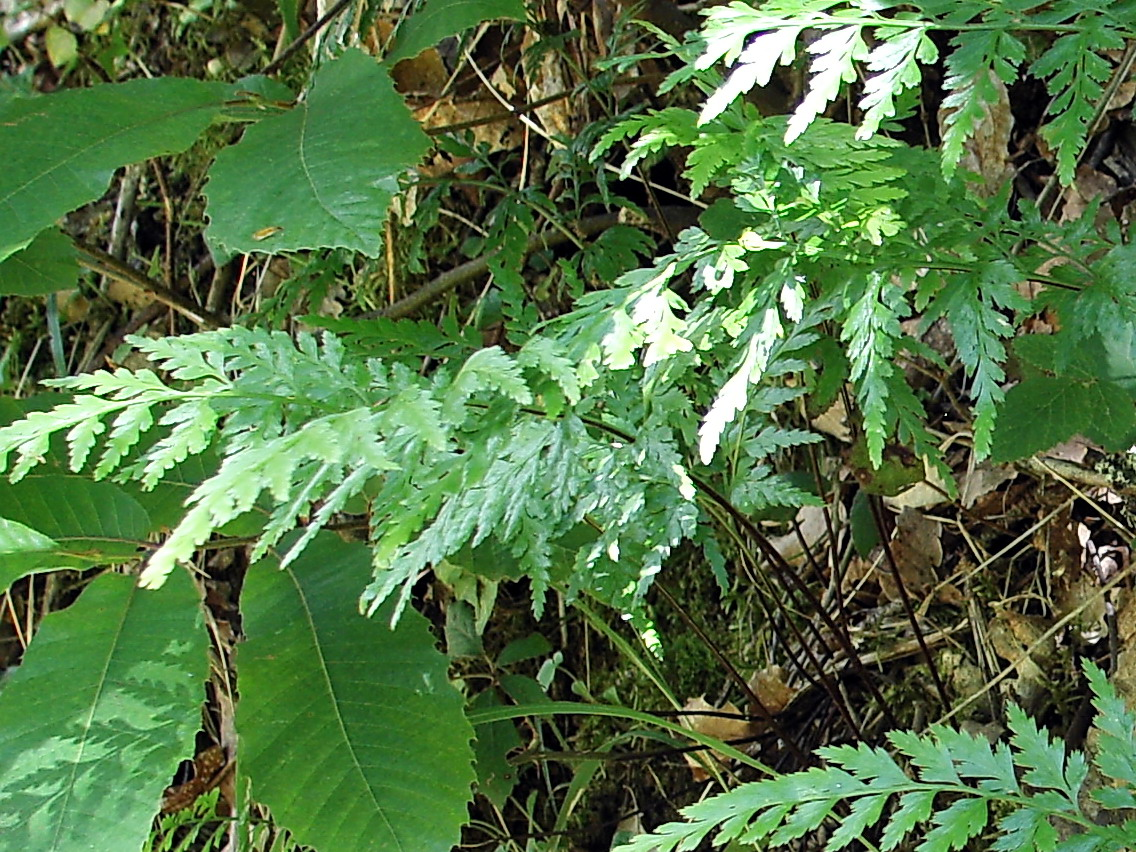
Zwartsteel bij de bosrand in de Dordogne (Frankrijk)
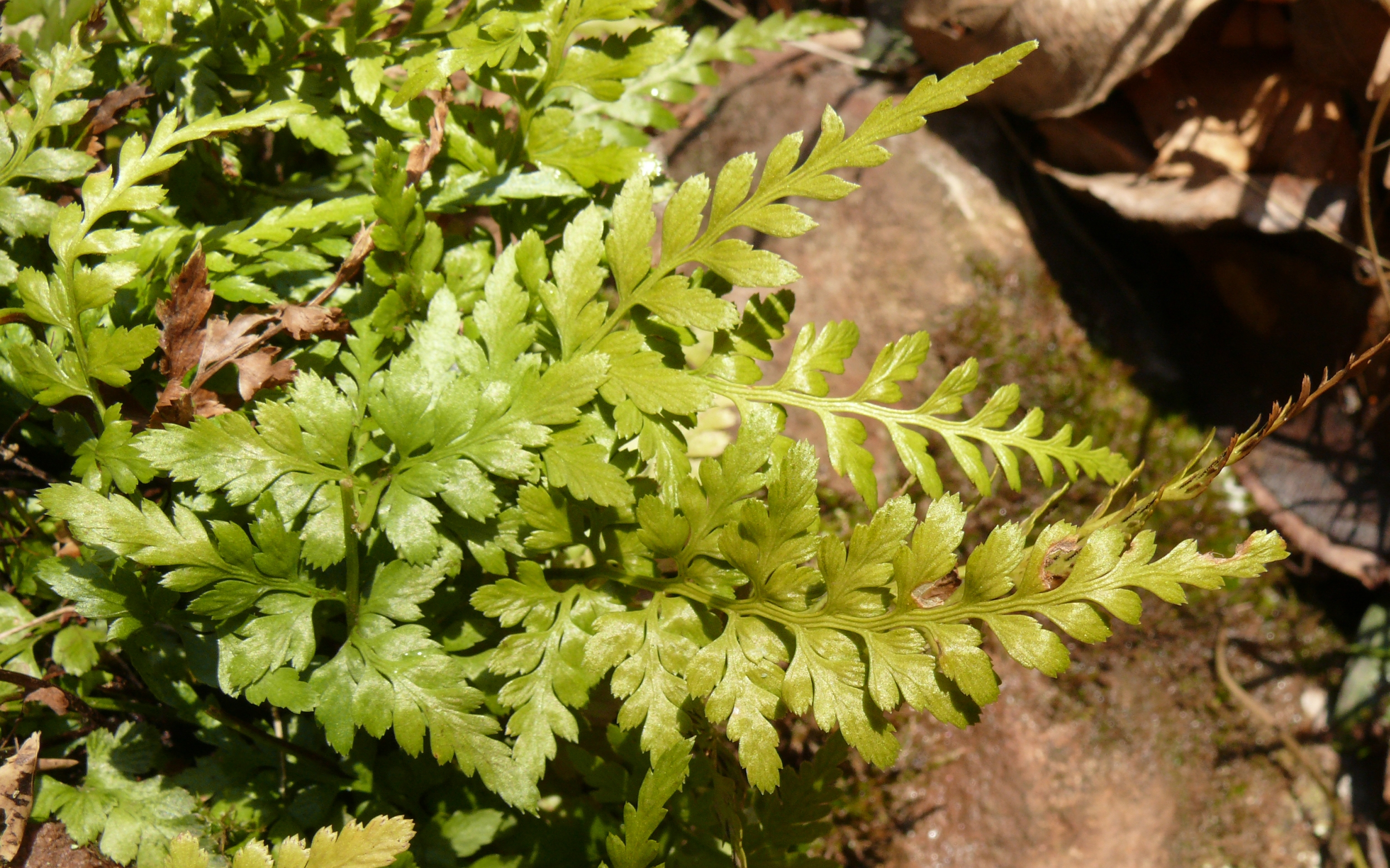
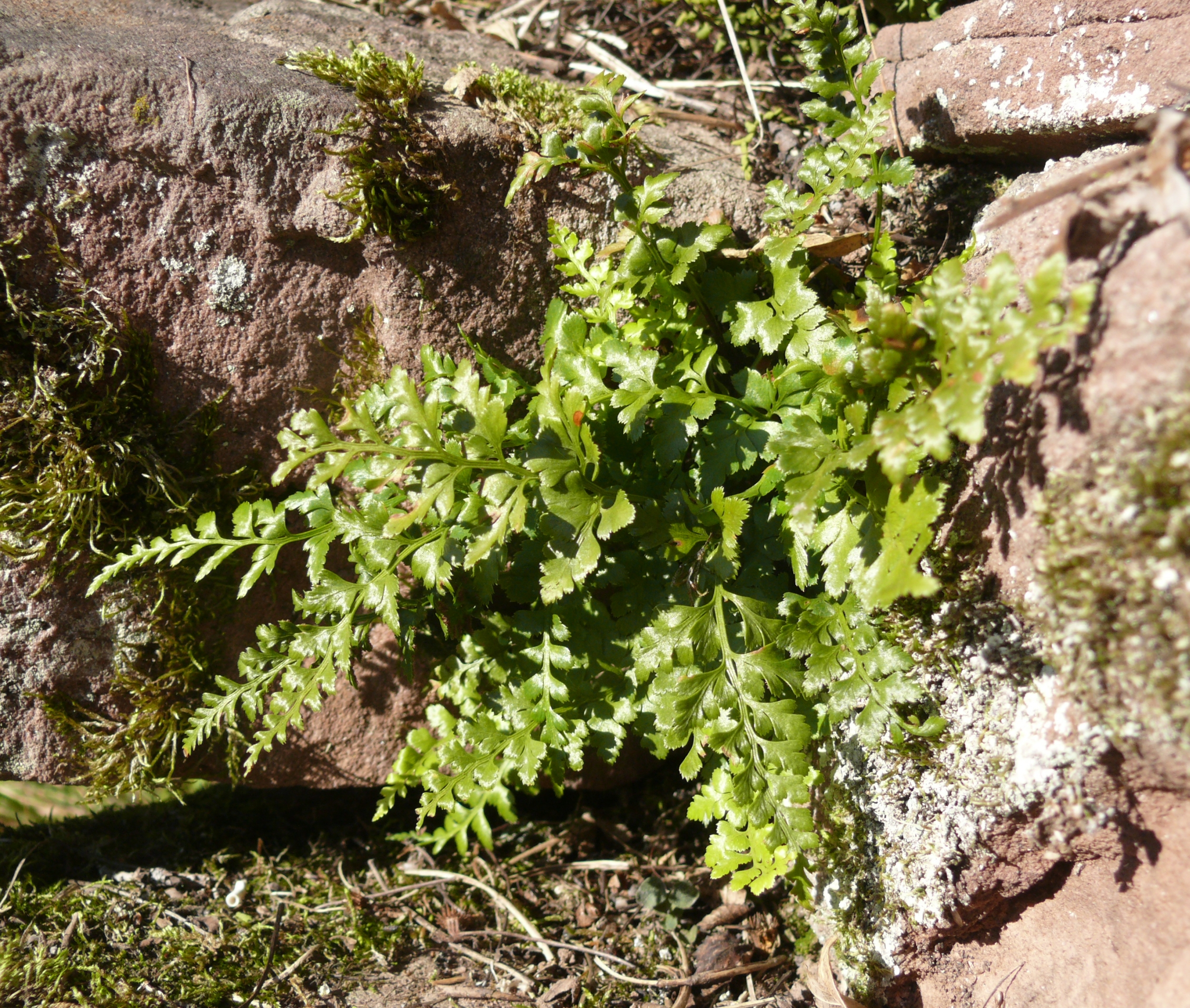